# 古拉·克吕德
古拉·克吕德（匈牙利語：Gyula Krúdy，1878年10月21日—1933年5月12日）是一名匈牙利作家與记者，曾獲匈牙利最著名的文學獎項鲍姆嘉腾奖。

## 生平
古拉·克吕德於1878年出生於奧匈帝國尼賴吉哈佐，其父親為一名律師，母親則為一名女傭，且兩人直至克吕德17歲時才正式結婚。克吕德自青少年時期就開始寫作短篇故事，並在報紙上發表文章，後曾任報社編輯，結婚並育有二子。克吕德的作品The Crimson Coach（1914年出版）與太陽花（1918年出版）在第一次世界大戰與匈牙利革命期間廣受好評，但其本人卻因喝酒賭博而破產，並結束了婚姻。1920年代晚期至1930年代，克吕德的健康狀況與讀者數量都有所下降，但也在此時期獲得了匈牙利最著名的文學獎項鲍姆嘉腾奖。
克吕德於1933年逝世，其作品一度被時人所忽略，直到1940年匈牙利小說家马洛伊·山多尔發表了以克吕德晚年為背景的作品Sinbad Comes Home，才使克吕德的作品再度被人所重視。

## 風格
克吕德小說的主角大多為40歲左右、曾經歷許多冒險的男性；女主角則多已婚、看似羞澀實則充滿活力的女性。